# Campeonato Ecuatoriano de Fútbol 1957
El Campeonato Ecuatoriano de Fútbol 1957, conocido oficialmente como «I Campeonato Nacional de Fútbol Profesional de 1957», fue la 1.ª edición del Campeonato nacional de fútbol profesional en Ecuador, que se inició el 10 de noviembre de 1957. El torneo fue organizado por la Federación Deportiva Nacional del Ecuador (luego Asociación Ecuatoriana de Fútbol, hoy Federación Ecuatoriana de Fútbol) y contó con la participación de cuatro equipos de fútbol. Participaron los campeones y vicecampeones de las asociaciones de Guayas y Pichincha. Por la Costa estuvieron Emelec y Barcelona y por la Sierra estuvieron Deportivo Quito y Aucas, como campeones y vicecampeones, respectivamente.
Estos torneos locales se realizaron desde 1951 hasta 1967. Seis años después de la creación del profesionalismo se juega el primer campeonato ecuatoriano; el fútbol en Ecuador pasa de lo provincial a lo nacional en donde se enfrentan a dos regiones en el torneo que comenzó el 10 de noviembre y finalizó 1 de diciembre y dejan un monarca histórico: Emelec.
El goleador fue Simón Cañarte del Barcelona con 4 goles.

## Antecedentes
El fútbol del país nació con la llegada de los ingleses a la ciudad de Guayaquil, aunque el primer partido oficial se jugó el 28 de enero de 1900, un partido organizado y con árbitro en la ciudad de Guayaquil. En aquella ciudad se empezaron a hacer campeonatos entre equipos formados por los barrios. Quito también fue pionera de este deporte con la organización de pequeños campeonatos y partidos, se destaca uno en la época del estadio de El Ejido, conocido como El Arbolito.
Liga Deportiva Universitaria, conocido también como Liga de Quito, simplemente Liga, o por sus siglas LDU, es un club deportivo ecuatoriano, originario de la ciudad de Quito. Fue fundado profesionalmente el 11 de enero de 1930, aunque sus actividades iniciaron el 23 de octubre de 1918 como un equipo deportivo estudiantil de la Universidad Central del Ecuador (UCE), llamado Club Universitario, cuya principal disciplina es el fútbol, su plantel masculino participa en la Serie A de Ecuador. En 1925 nace el Barcelona Sporting Club en la provincia del Guayas seguido por el Club Sport Emelec en la misma provincia costeña en 1929, Sociedad Deportivo Quito en la provincia de Pichincha en 1940 y Sociedad Deportiva Aucas en la misma provincia serrana que fue fundado en 1945. Después se fundarían más equipos; un hecho destacable fue la creación de la Asociación Ecuatoriana de Fútbol (hoy Federación Ecuatoriana de Fútbol) el 30 de junio de 1967 que fue reconocida por la FIFA, asociación que fue muy organizada, y lo hizo en la creación fútbol profesional!.

## Sistema de juego
El primer campeonato ecuatoriano de fútbol se jugó bajo una modalidad de liguilla entre 4 equipos: los que ocuparon los 2 primeros lugares en los torneos del Guayas (Barcelona y Emelec) y de Pichincha (Aucas y Deportivo Quito), que son 2 equipos de la Costa y 2 equipos de la Sierra.
Los encuentros se jugaron de ida y vuelta, pero no entre equipos del mismo patio. Es decir, en 1957 no hubo ningún encuentro entre Barcelona y Emelec en Guayaquil, ni entre Aucas y Deportivo Quito en la capital del país.
Asimismo, este formato estableció que, si existía igualdad de puntos entre 2 o más equipos, estos debían definir al ganador en partido extra. El gol diferencia no era el factor que definía, ni fue necesario recurrir a él.

## Equipos participantes
| Nombre del club          | Ciudad    | Estadio        | Capacidad | Vía de clasificación                    |
| ------------------------ | --------- | -------------- | --------- | --------------------------------------- |
| Sociedad Deportiva Aucas | Quito     | El Ejido       | 20.000    | Subcampeón de la Copa Interandina 1957  |
| Barcelona Sporting Club  | Guayaquil | George Capwell | 11.000    | Subcampeón de la Copa de Guayaquil 1957 |
| Sociedad Deportivo Quito | Quito     | El Ejido       | 20.000    | Campeón de la Copa Interandina 1957     |
| Club Sport Emelec        | Guayaquil | George Capwell | 11.000    | Campeón de la Copa de Guayaquil 1957    |

## Equipos por ubicación geográfica
| Provincia | N.º | Equipos                   |
| --------- | --- | ------------------------- |
| Guayas    | 2   | - Barcelona - Emelec      |
| Pichincha | 2   | - Aucas - Deportivo Quito |

| Barcelona Emelec Deportivo Quito Aucas |

## Partidos y resultados
| Fecha 1         | Fecha 1         | Fecha 1   | Fecha 1          |
| Fecha           | Equipo Local    | Resultado | Equipo Visitante |
| --------------- | --------------- | --------- | ---------------- |
| 10 de noviembre | Deportivo Quito | 2 - 1     | Barcelona        |
| 10 de noviembre | Emelec          | 2 - 0     | Aucas            |

| Fecha 2         | Fecha 2      | Fecha 2   | Fecha 2          |
| Fecha           | Equipo Local | Resultado | Equipo Visitante |
| --------------- | ------------ | --------- | ---------------- |
| 17 de noviembre | Aucas        | 3 - 4     | Emelec           |
| 17 de noviembre | Barcelona    | 3 - 1     | Deportivo Quito  |

| Fecha 3         | Fecha 3         | Fecha 3   | Fecha 3          |
| Fecha           | Equipo Local    | Resultado | Equipo Visitante |
| --------------- | --------------- | --------- | ---------------- |
| 24 de noviembre | Deportivo Quito | 1 - 0     | Emelec           |
| 24 de noviembre | Barcelona       | 4 - 1     | Aucas            |

| Fecha 4        | Fecha 4      | Fecha 4   | Fecha 4          |
| Fecha          | Equipo Local | Resultado | Equipo Visitante |
| -------------- | ------------ | --------- | ---------------- |
| 1 de diciembre | Aucas        | 2 - 2     | Barcelona        |
| 1 de diciembre | Emelec (C)   | 2 - 0     | Deportivo Quito  |

## Tabla de posiciones
|     |  |    | Equipo          | PJ | PG | PE | PP | GF | GC | DG | PTS |
| --- |  | -- | --------------- | -- | -- | -- | -- | -- | -- | -- | --- |
| (C) |  | 1. | Emelec          | 4  | 3  | 0  | 1  | 8  | 4  | +4 | 6   |
|     |  | 2. | Barcelona       | 4  | 2  | 1  | 1  | 10 | 6  | +4 | 5   |
|     |  | 3. | Deportivo Quito | 4  | 2  | 0  | 2  | 4  | 6  | -2 | 4   |
|     |  | 4. | Aucas           | 4  | 0  | 1  | 3  | 6  | 12 | -6 | 1   |

PJ = Partidos jugados; PG = Partidos ganados; PE = Partidos empatados; PP = Partidos perdidos; GF = Goles a favor; GC = Goles en contra; DG = Diferencia de gol; PTS = Puntos
| (C) | Campeón Anual. |

### Evolución de la clasificación
| Equipo / Fecha  | 01 | 02 | 03 | 04 |
| --------------- | -- | -- | -- | -- |
| Emelec          | 1  | 1  | 2  | 1  |
| Barcelona       | 3  | 2  | 1  | 2  |
| Deportivo Quito | 2  | 3  | 3  | 3  |
| Aucas           | 4  | 4  | 4  | 4  |

## Campeón
|                                       |
|                                       |
| Campeón Club Sport Emelec 1.er título |

## Goleadores
| Jugador              | Equipo          | Goles |
| -------------------- | --------------- | ----- |
| Simón Cañarte        | Barcelona       | 4     |
| Ernesto Guerra       | Deportivo Quito | 3     |
| Carlos Alberto Raffo | Emelec          | 2     |